# Bebonuk
Bebonuk (Bebonuc, Bebonoc, Bebunuk, Bebonuk Metin, Bebonuc Metin) ist ein Suco des Verwaltungsamts Dom Aleixo (Gemeinde Dili), im Westen der osttimoresischen Landeshauptstadt Dili. Bis 2017 war Bebonuk Teil des Sucos Comoro.

## Geographie

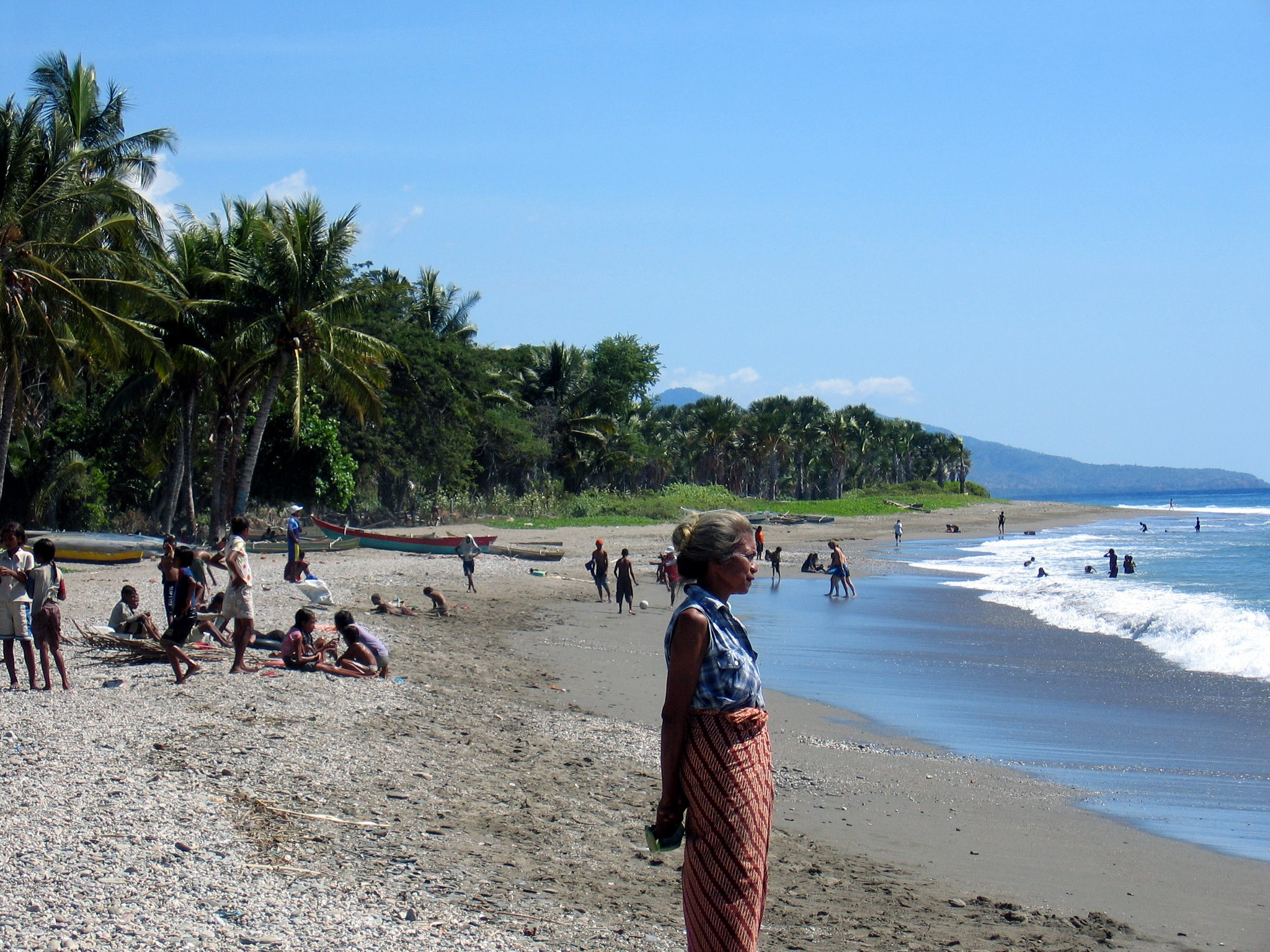
Der Praia dos Coqueiros, nahe der Mündung des Rio Comoro

Bebonuk bildet das Westende der Bucht von Dili. Der Suco deckt einen Großteil des Stadtteils Dilis ab, der Praia dos Coqueiros (indonesisch Pantai Kelapa, Pantaikelapa, deutsch Kokosnussstrand) genannt wird, inklusive des eigentlichen Bebonuk (Bebonuk Metin) und Faularan (Mate Lahotu). Im Westen bildet der Rio Comoro und seine Mündung die Grenze von Bebonuk zum Suco Madohi. Im Osten beginnt Bebonuk an der Küste mit dem Pertamina Erdöldepot, westlich der Avenida de Portugal, die südlich des Depots in die Avenida Luro Mata übergeht, die nun die Ostgrenze des Sucos zum Suco Fatuhada bildet. Die Südgrenze zum Suco Comoro führt entlang der Avenida Nicolau Lobato.
Der Suco teilt sich in die fünf Aldeias 20 de Setembro, Metin I, Metin II, Metin III und Metin IV.

## Einwohner
In Bebonuk leben 13.775 Einwohner (2022), davon sind 6.981 Männer und 6.794 Frauen. 12.292 von ihnen wohnen in einer urbanen Umgebung, 1.483 im ländlichen Teil des Sucos. Im Suco gibt es 2.440 Haushalte.

## Einrichtungen
In Bebonuk befinden sich die Apostolische Nuntiatur, die Grundschule Bebonuk (Escola Primaria Bebonuk) die Escola Secundária Geral Rainha da Paz und eine Mariengrotte, die Gruta da Nossa Senhora de Bebonuk (deutsch Grotte unserer Lieben Frau von Bebonuk). Am westlichen Teil des Strandes haben sich ein paar Hotels niedergelassen, im Osten liegt das Pertamina Erdöldepot mit dem weit in das Meer hineinreichende Pertamina-Pier.
In Pantai Kelapa liegen unter anderem der Hauptcampus des East Timor Institute of Business (IOB), die Kirche Pantai Kelapa und das Einkaufszentrum Timor Plaza. Im Timor Plaza Hotel befindet sich die Botschaft von Brunei.

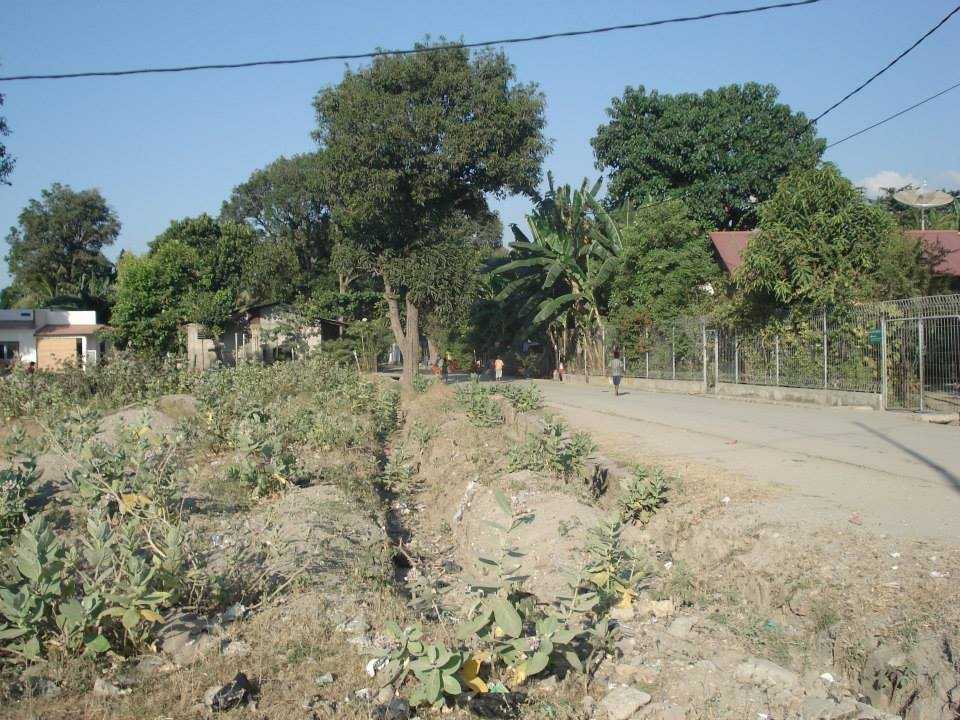
Im Westen von Bebonuk, nahe dem Rio Comoro
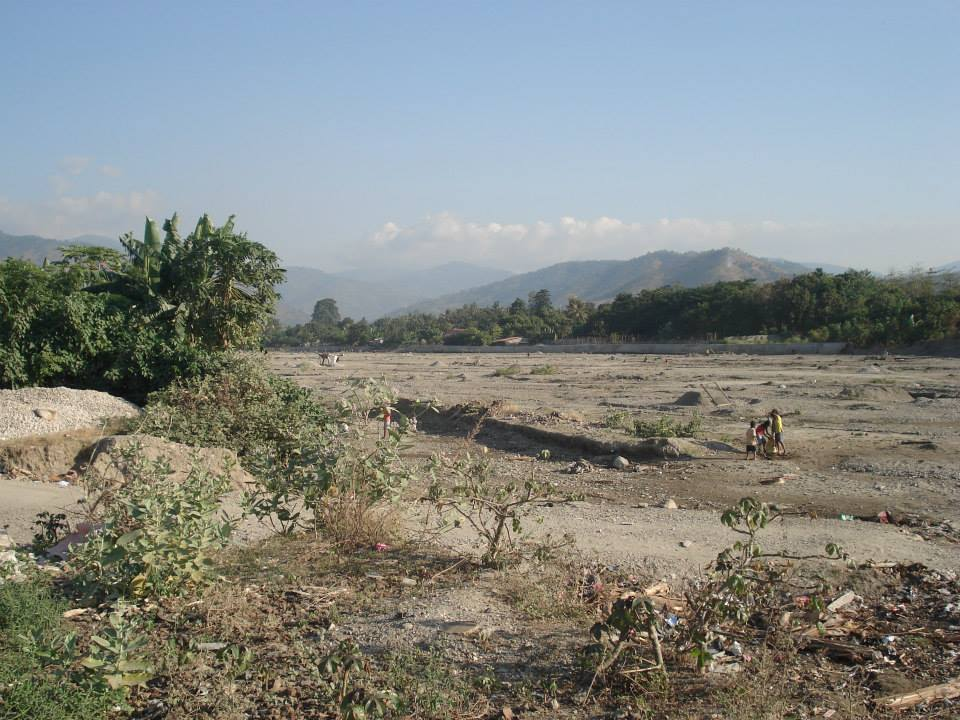
Ufer des Rio Comoro bei Bebonuk
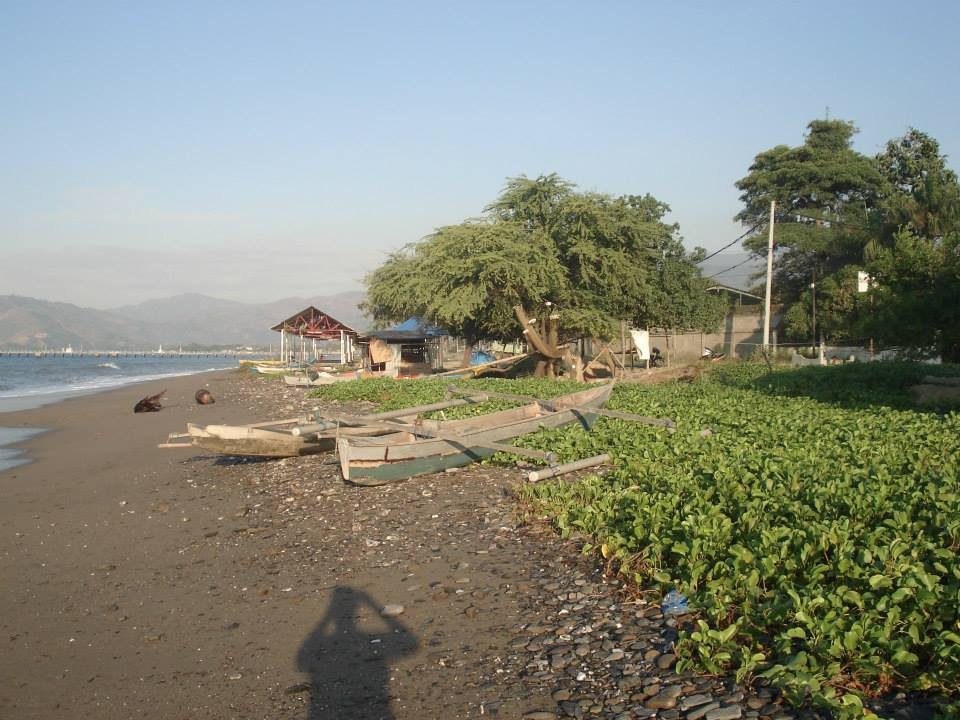
Strand von Bebonuk
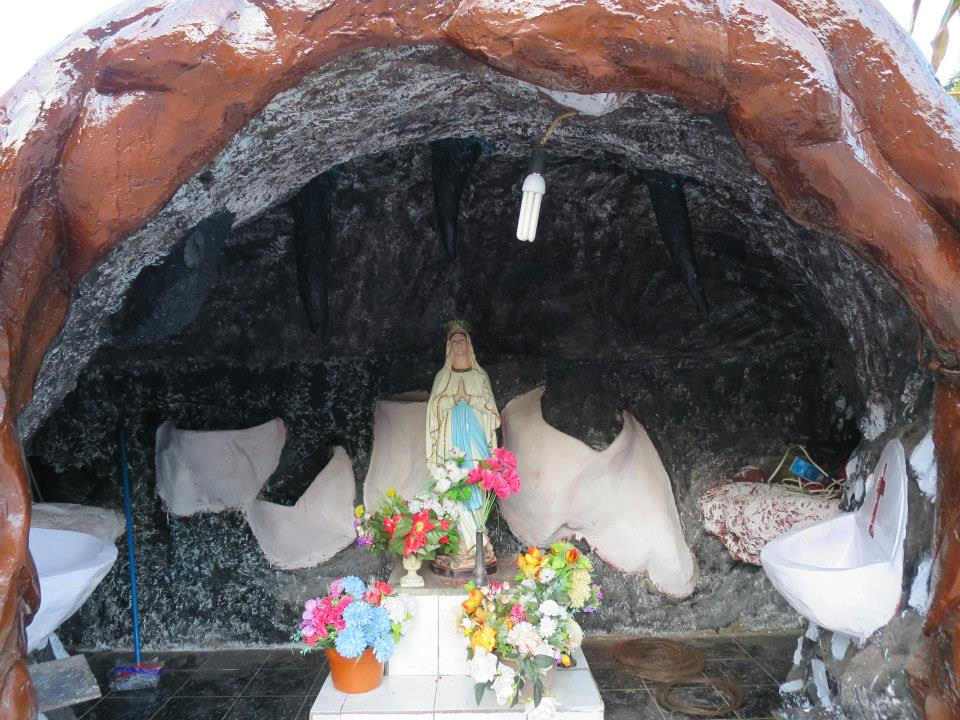
Gruta da Nossa Senhora de Bebonuk

## Politik

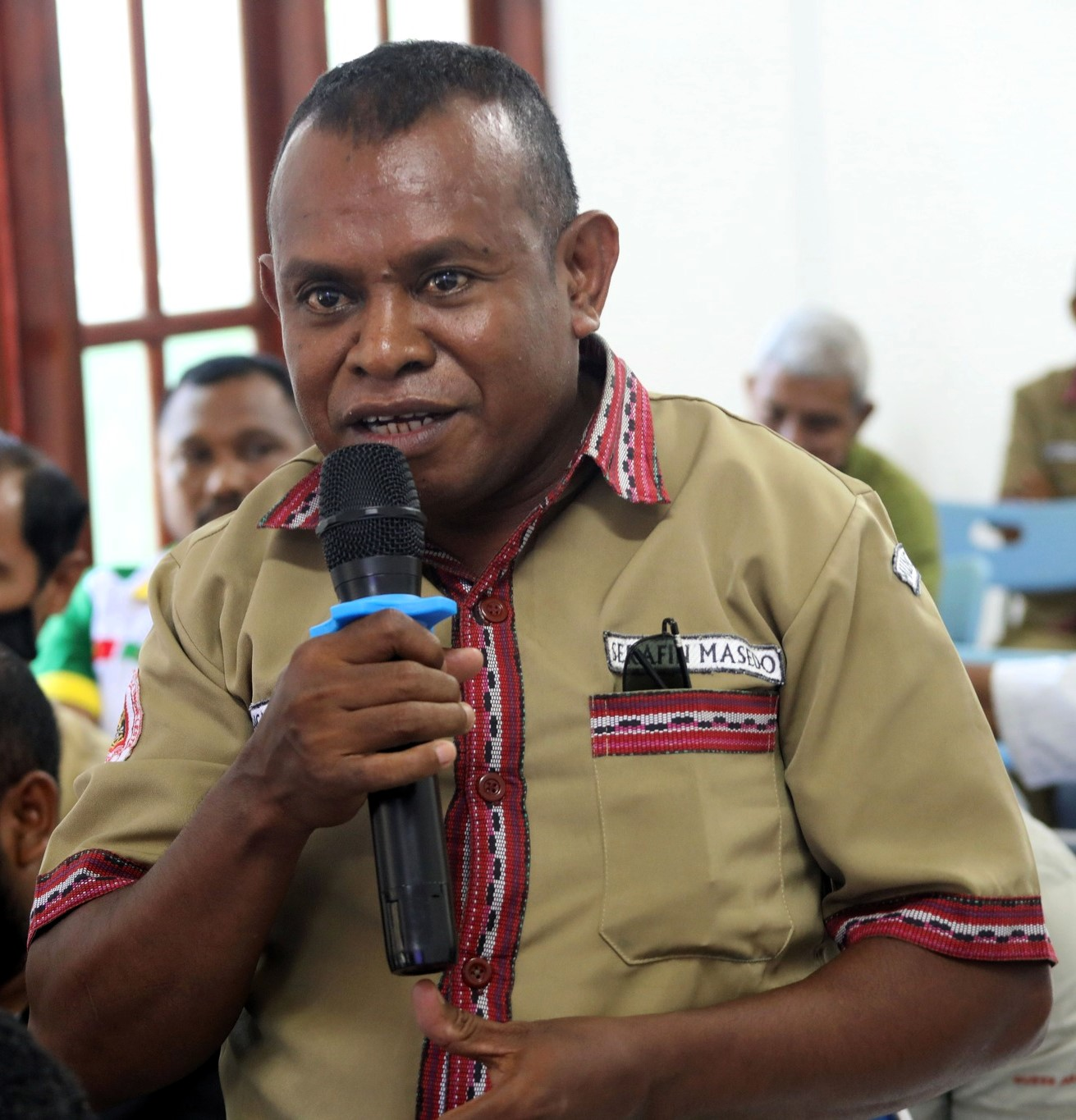
Serafin Macedo (2022)

Die Nachwahlen für die neue Administration fanden im Mai 2017 statt. Die Wahl zum Chefe de Suco gewann Serafin Macedo.